# Héauville
Héauville est une commune française, située dans le département de la Manche en région Normandie peuplée de 462 habitants.

## Géographie

### Localisation
Héauville est située sur la côte ouest de la presqu'île du Cotentin. Son bourg est à 9,5 km à l'est des Pieux, à 14 km au sud de Beaumont-Hague et à 17 km à au sud-est de Cherbourg-en-Cotentin.
Les communes limitrophes sont Helleville, Siouville-Hague, Teurthéville-Hague et La Hague.

### Géologie et relief
Le point culminant (142 / 143 m) se situe à l'est, aux Catillons. La commune est littorale.

### Hydrographie
La commune est située dans le bassin Seine-Normandie. Elle est drainée par le Grand Douet, le cours d'eau 03 de la commune d'Heauville, le fossé 04 de la commune d'Heauville et le Petit Douet,,.
Le Grand Douet, d'une longueur de 11 km, prend sa source dans la commune de La Hague et se jette dans le golfe de Saint-Malo sur la commune, après avoir traversé deux communes.

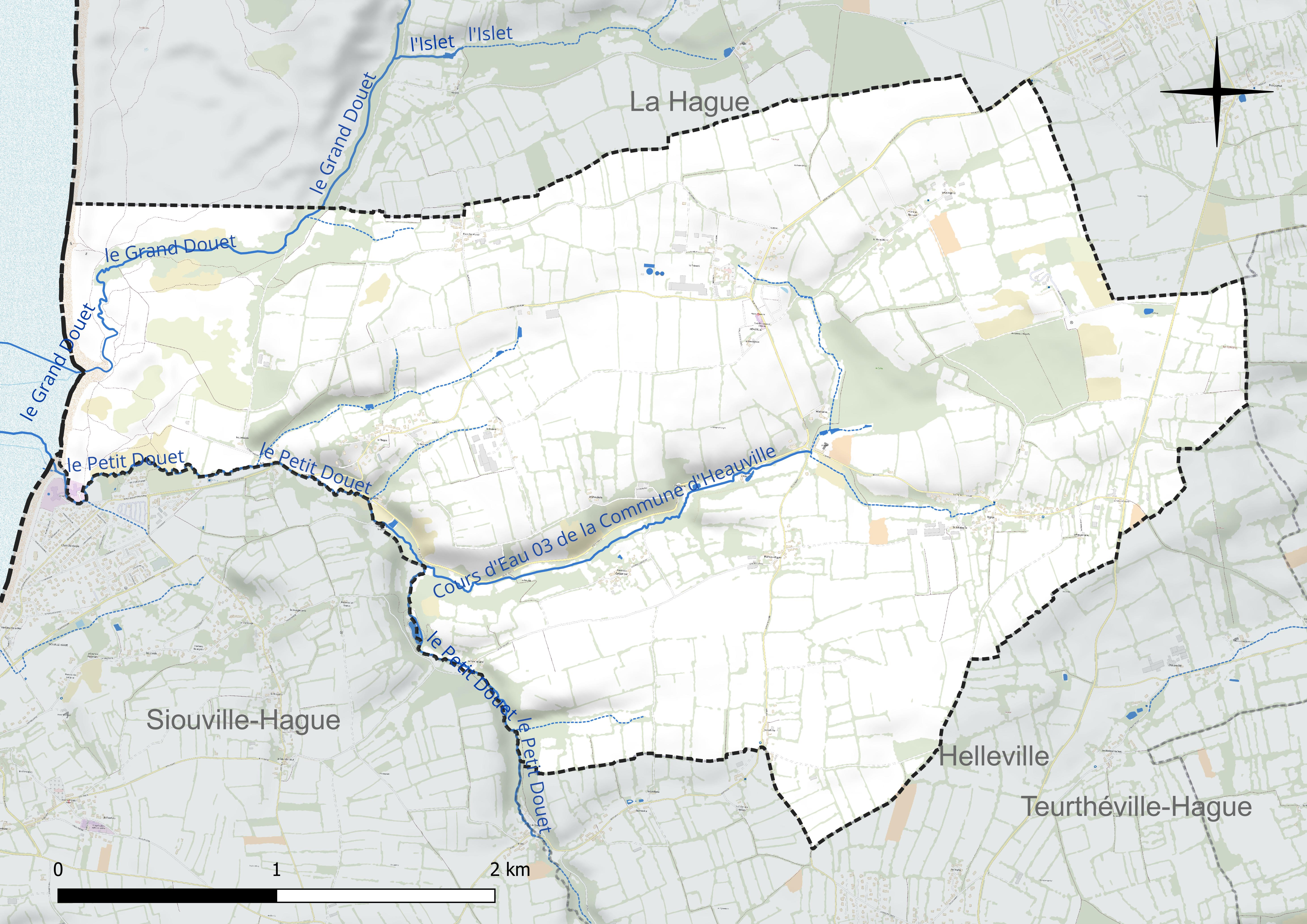
Réseau hydrographique d'Héauville.

### Climat
Pour des articles plus généraux, voir Climat de la Normandie et Climat de la Manche.
En 2010, le climat de la commune est de type climat océanique franc, selon une étude du CNRS s'appuyant sur une série de données couvrant la période 1971-2000. En 2020, Météo-France publie une typologie des climats de la France métropolitaine dans laquelle la commune est exposée à un climat océanique et est dans la région climatique  Normandie (Cotentin, Orne), caractérisée par une pluviométrie relativement élevée (850 mm/a) et un été frais (15,5 °C) et venté. Parallèlement le GIEC normand, un groupe régional d’experts sur le climat, différencie quant à lui, dans une étude de 2020, trois grands types de climats pour la région Normandie, nuancés à une échelle plus fine par les facteurs géographiques locaux. La commune est, selon ce zonage, exposée à un « climat maritime », correspondant au Cotentin et à l'ouest du département de la Manche, frais, humide et pluvieux, où les contrastes pluviométrique et thermique sont parfois très prononcés en quelques kilomètres quand le relief est marqué.
Pour la période 1971-2000, la température annuelle moyenne est de 10,9 °C, avec une amplitude thermique annuelle de 10,7 °C. Le cumul annuel moyen de précipitations est de 1 009 mm, avec 13,8 jours de précipitations en janvier et 7,8 jours en juillet. Pour la période 1991-2020, la température moyenne annuelle observée sur la station météorologique la plus proche, située sur la commune de La Hague à 10 km à vol d'oiseau, est de 13,1 °C et le cumul annuel moyen de précipitations est de 480,0 mm. Pour l'avenir, les paramètres climatiques de la commune estimés pour 2050 selon différents scénarios d’émission de gaz à effet de serre sont consultables sur un site dédié publié par Météo-France en novembre 2022.

## Urbanisme

### Typologie
Au 1er janvier 2024, Héauville est catégorisée commune rurale à habitat dispersé, selon la nouvelle grille communale de densité à sept niveaux définie par l'Insee en 2022.
Elle est située hors unité urbaine.
Par ailleurs la commune fait partie de l'aire d'attraction de Cherbourg-en-Cotentin, dont elle est une commune de la couronne,. Cette aire, qui regroupe 77 communes, est catégorisée dans les aires de 50 000 à moins de 200 000 habitants,.
La commune, bordée par la Manche, est également une commune littorale au sens de la loi du 3 janvier 1986, dite loi littoral. Des dispositions spécifiques d’urbanisme s’y appliquent dès lors afin de préserver les espaces naturels, les sites, les paysages et l’équilibre écologique du littoral, tel le principe d'inconstructibilité, en dehors des espaces urbanisés, sur la bande littorale des 100 mètres, ou plus si le plan local d'urbanisme le prévoit.

### Occupation des sols
L'occupation des sols de la commune, telle qu'elle ressort de la base de données européenne d’occupation biophysique des sols Corine Land Cover (CLC), est marquée par l'importance des territoires agricoles (85,9 % en 2018), en augmentation par rapport à 1990 (84,4 %).
La répartition détaillée en 2018 est la suivante : prairies (37,8 %), terres arables (37,4 %), zones agricoles hétérogènes (10,6 %), forêts (8,5 %), milieux à végétation arbustive et/ou herbacée (2,9 %), espaces ouverts, sans ou avec peu de végétation (2,7 %), zones urbanisées (0,1 %).

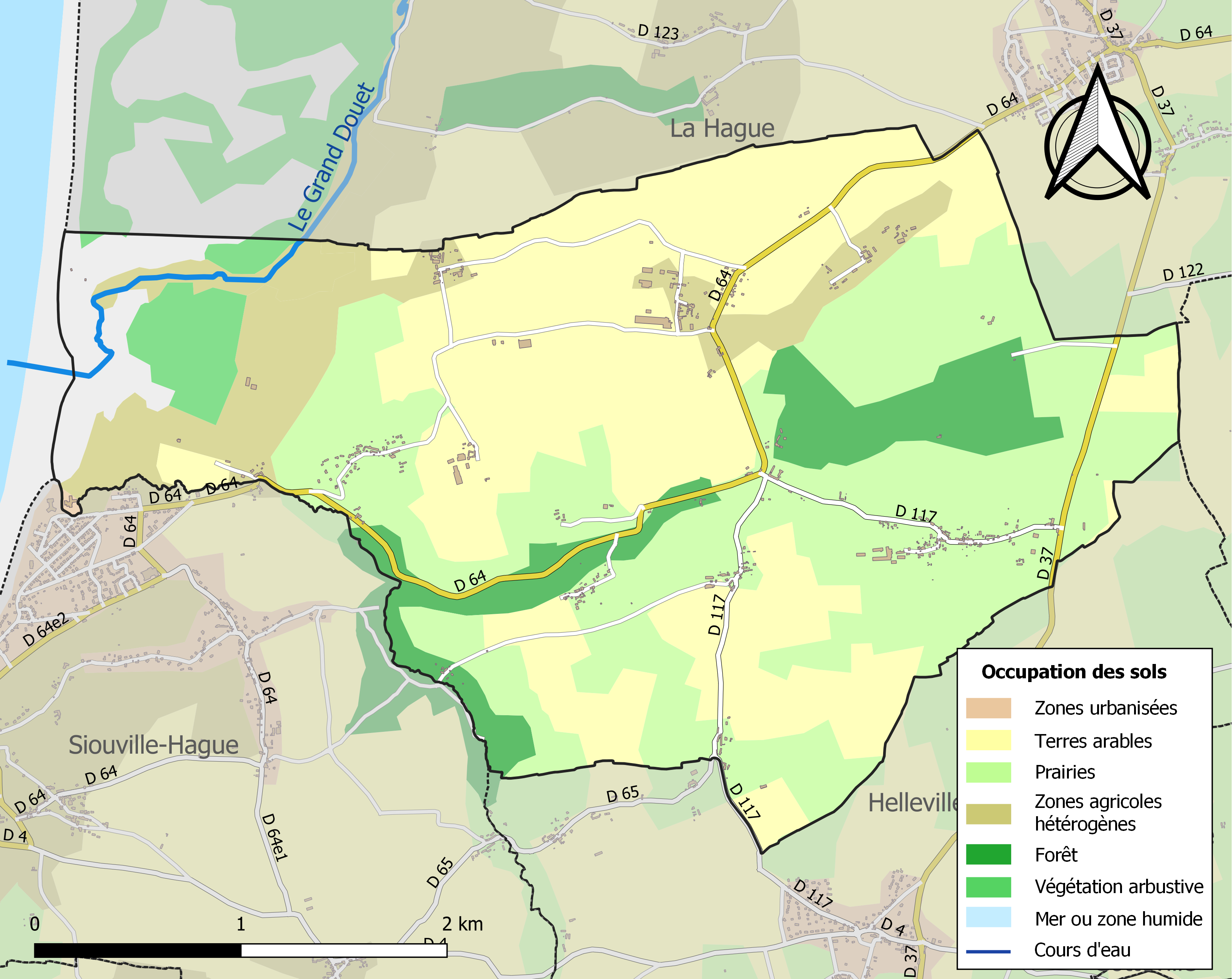
Carte des infrastructures et de l'occupation des sols de la commune en 2018 (CLC).

L'évolution de l’occupation des sols de la commune et de ses infrastructures peut être observée sur les différentes représentations cartographiques du territoire : la carte de Cassini (XVIIIe siècle), la carte d'état-major (1820-1866) et les cartes ou photos aériennes de l'IGN pour la période actuelle (1950 à aujourd'hui).

## Toponymie
Héauville est attesté sous les formes Helvilla vers 1020, [Rualocus de] Heltvilla vers 1081.
Il s'agit d'une formation toponymique médiévale en -ville : ancien français vile, dans son sens originel de « domaine rural », précédée de l'anthroponyme germanique Hello ou Heltus,.
Par ailleurs, il existe un anthroponyme anglo-scandinave Helte, variante du nom de personne norrois Hjalti / Hialti. Héauville est situé dans la zone de diffusion maximale de la toponymie (anglo-)scandinave en Cotentin, c'est-à-dire dans la Hague. Il se perpétue dans les patronymes exclusivement normands Heute et Heutte. Il est attesté comme prénom sous la forme latinisée Helti (génitif de Heltus) au XIIe siècle dans le cartulaire de Saint-Lô (elemosina Helti de Melpha).

## Histoire

### Moyen Âge
Robert Bertran, de l'honneur de Bricquebec, vicomte du Cotentin entre 1062 et 1076, exerce à cette époque sa juridiction sur la paroisse d'Héauville.

### Temps modernes
En 1567, Jehan Le Bourgeois, écuyer, sieur d'Héauville, de Gruchy et de la Haulle à Gréville, est taxé pour ces fiefs de 116 livres dans le rôle des nobles et roturiers, au titre du ban et de l'arrière ban de la vicomté de Coutances, réalisé par Gilles Dancel, seigneur d'Audouville, lieutenant général du bailli de Cotentin, tenu à Coutances les 20-22 octobre. Le fief d'Héauville, plein fief de haubert, était tenu du roi sous la vicomté de Valognes.
En 1703, Côme Le Masson, qui habitait le village du Rigion avait, selon la tradition, été condamné à mort pour avoir tué le chien du seigneur d'Étoupeville à Helleville et fut gracié à condition d'ériger une croix, qui porte toujours le nom de Croix Côme.

## Politique et administration

### Découpage territorial
Héauville fait partie du canton des Pieux.

### Liste des maires
| Période                                  | Période   | Identité             | Étiquette | Qualité                                        |
| ---------------------------------------- | --------- | -------------------- | --------- | ---------------------------------------------- |
| 1977                                     | 1989      | Jean-Baptiste Tesson |           |                                                |
| mars 1989                                | mars 2008 | André Vaultier       |           |                                                |
| mars 2008                                | mai 2020  | Alain Guérin         | SE        | Agriculteur                                    |
| mai 2020                                 | En cours  | Benoît Fidelin       | SE-DVG    | Retraité, conseiller départemental depuis 2021 |
| Les données manquantes sont à compléter. |           |                      |           |                                                |

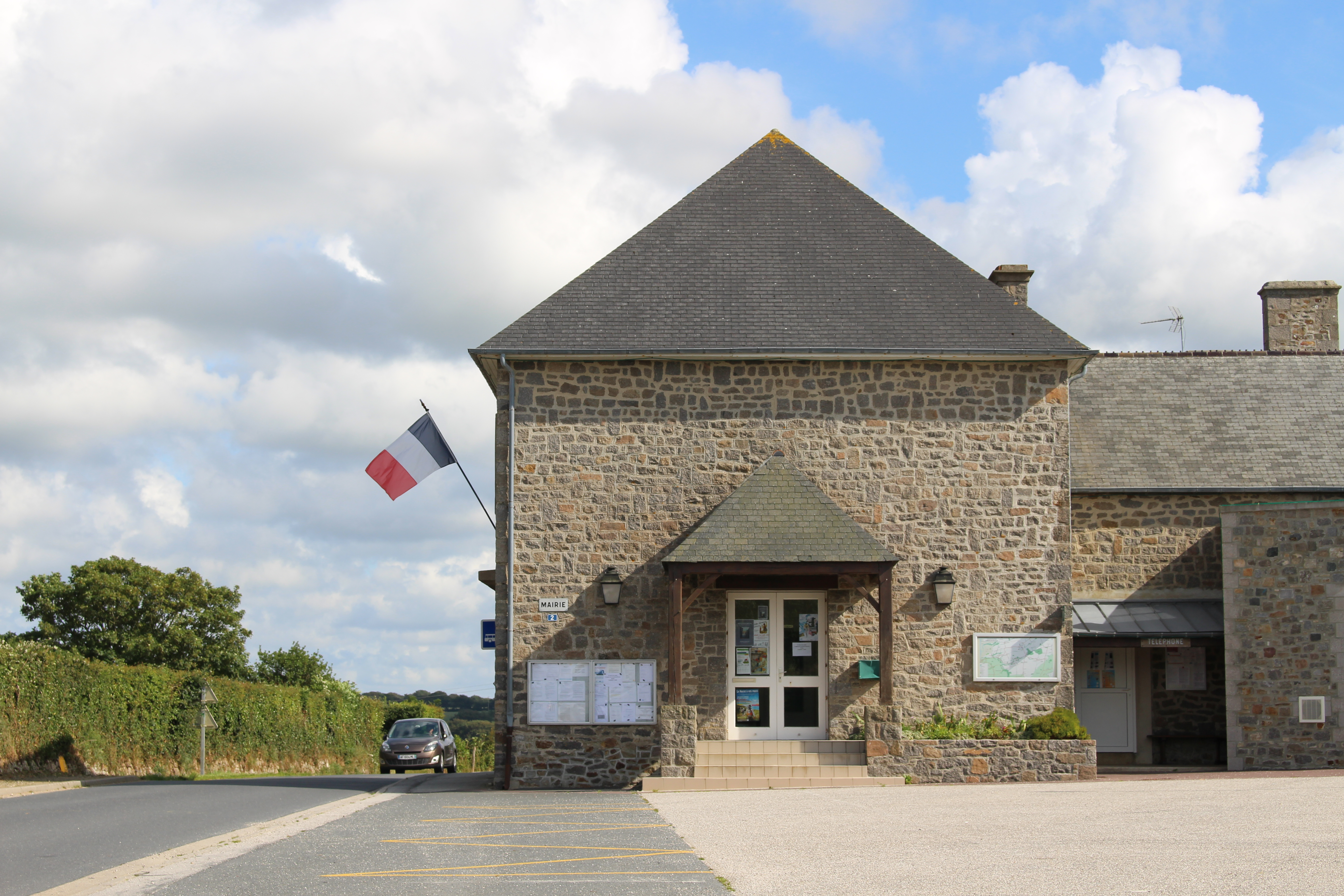
La mairie.

Le conseil municipal est composé de onze membres dont le maire et deux adjoints.

## Population et société
Les habitants de la commune sont appelés les Héauvillais.

### Démographie
L'évolution du nombre d'habitants est connue à travers les recensements de la population effectués dans la commune depuis 1793. Pour les communes de moins de 10 000 habitants, une enquête de recensement portant sur toute la population est réalisée tous les cinq ans, les populations de référence des années intermédiaires étant quant à elles estimées par interpolation ou extrapolation. Pour la commune, le premier recensement exhaustif entrant dans le cadre du nouveau dispositif a été réalisé en 2004.
En 2022, la commune comptait 462 habitants, en évolution de −2,53 % par rapport à 2016 (Manche : −0,31 %, France hors Mayotte : +2,11 %).
Héauville a compté jusqu'à 620 habitants en 1821.
| 1793 | 1800 | 1806 | 1821 | 1831 | 1836 | 1841 | 1846 | 1851 |
| ---- | ---- | ---- | ---- | ---- | ---- | ---- | ---- | ---- |
| 581  | 561  | 579  | 620  | 617  | 612  | 566  | 523  | 529  |

| 1856 | 1861 | 1866 | 1872 | 1876 | 1881 | 1886 | 1891 | 1896 |
| ---- | ---- | ---- | ---- | ---- | ---- | ---- | ---- | ---- |
| 515  | 505  | 502  | 501  | 513  | 500  | 467  | 421  | 449  |

| 1901 | 1906 | 1911 | 1921 | 1926 | 1931 | 1936 | 1946 | 1954 |
| ---- | ---- | ---- | ---- | ---- | ---- | ---- | ---- | ---- |
| 378  | 338  | 345  | 331  | 323  | 326  | 328  | 289  | 300  |

| 1962 | 1968 | 1975 | 1982 | 1990 | 1999 | 2004 | 2006 | 2009 |
| ---- | ---- | ---- | ---- | ---- | ---- | ---- | ---- | ---- |
| 282  | 289  | 291  | 349  | 355  | 373  | 374  | 360  | 502  |

| 2014 | 2019 | 2022 | - | - | - | - | - | - |
| ---- | ---- | ---- | - | - | - | - | - | - |
| 486  | 457  | 462  | - | - | - | - | - | - |

### Sports et loisirs
L'Entente sportive Héauville-Siouville fait évoluer une équipe de football en division de district.

### Cultes
Héauville est aujourd'hui rattachée à la nouvelle paroisse Saint-Germain du doyenné de Cherbourg-Hague.

## Culture locale et patrimoine

### Lieux et monuments
- Manoir d'Héauville des XVIe – XXVIIIe siècles avec porche double, fenêtres à croisillons. Il est inscrit au titre des monuments historiques par arrêté du 19 novembre 1976[36].
- Église Saint-Germain des XIIIe, XVe, XVIe – XIXe siècles, dédiée à Germain le Scot[37]. Elle fut reconstruite en 1456 et remaniée aux XVIe et XIXe siècles[38].

L'édifice abrite des fonts baptismaux du XVIIe, un tableau saint Germain guérissant un malade du XIXe, de Berger, une verrière du XIXe – XXe siècle de Mazuet et Merklen.
- Croix de chemin dites la Croix Longue du XVIIe siècle et la Croix Côme du XVIIIe siècle.
- Ancien prieuré bénédictin du XIe siècle relevant de l'abbaye de Marmoutier[39], près de l'église. Créé vers 1027, il fut mis en vente en 1791 comme bien national, et partagé en deux en 1806[27].

Dans les dernières années du XIIe siècle, Geoffroy de Graffart, possesseur du fief du Graffard, octroya au prieuré, en rente perpétuelle, un quartier de sel à la mesure de Barneville, que les bénédictins devaient venir prendre la veille de la fête de Saint-Jean-Baptiste (24 juin). Le donateur avait précisé : « pour que le souvenir de cette donation ne s'efface pas, je veux et les moines l'ont accordé, que chaque année aussi, en la vigile (veille) de Saint-Jean-Baptiste, soit par eux-mêmes, soit par l'intermédiaire de celui qui viendra en leur nom demander et recevoir le quartier de sel, ils apportent et offrent décemment une couronne de roses ».

## Personnalités liées à la commune
- Louis Le Bourgeois (v. 1610-1680), savant et poète, seigneur d'Héauville dit abbé d'Héauville, doyen de la cathédrale d'Avranches[27].